# Tabard Inn
Le Tabard Inn est un hôtel de Washington, aux États-Unis. Il est inscrit au Registre national des lieux historiques depuis le 22 juin 2020.